# 凤凰镇 (巫溪县)
凤凰镇，是中华人民共和国重庆市巫溪县下辖的一个乡镇级行政单位。

## 行政区划
凤凰镇下辖以下地区：
凤凰社区、双凤村、柳园村、中河村、高杨村、双玉村、兴旺村、木龙村、七星村、石龙村和施家村。